# Rustam Guelmanov
Rustam Guelmanov –en ruso, Рустам Гельманов– (Tekeli, URSS, 6 de diciembre de 1987) es un deportista ruso que compitió en escalada, especialista en la prueba de bloques.
Ganó tres medallas en el Campeonato Mundial de Escalada entre los años 2009 y 2012.

## Palmarés internacional
| Campeonato Mundial | Campeonato Mundial | Campeonato Mundial | Campeonato Mundial |
| Año                | Lugar              | Medalla            | Prueba             |
| ------------------ | ------------------ | ------------------ | ------------------ |
| 2009               | Xining (China)     | Medalla de plata   | Bloques            |
| 2011               | Arco (Italia)      | Medalla de bronce  | Bloques            |
| 2012               | París (Francia)    | Medalla de bronce  | Bloques            |